# Uppståndelsekyrkan, Meljoshino
Uppståndelsekyrkan (ryska: Воскресенская церковь; translitteration: Voskresenskaja tserkov; kyrkslaviska bokstäver: Воскресенскаѧ це́рковь) är en övergiven rysk-ortodox kyrkobyggnad belägen i den centrala delen av byn Meljoshino i Ivanovo oblast, i europeiska Ryssland.
Kyrkan är helgad åt Kristi uppståndelse.

## Historik
Uppståndelsekyrkan i Meljoshino byggdes år 1816, då den ersatte en äldre träkyrka från 1639.
Under 1930-talet stängdes byggnaden ned och började användas som ett lager. Även klocktornet revs.
Från och med idag (november 2024) står denna kyrka helt övergiven och används därmed inte på något sätt.

## Kyrkan
Kyrkan har två altare.

## Bilder

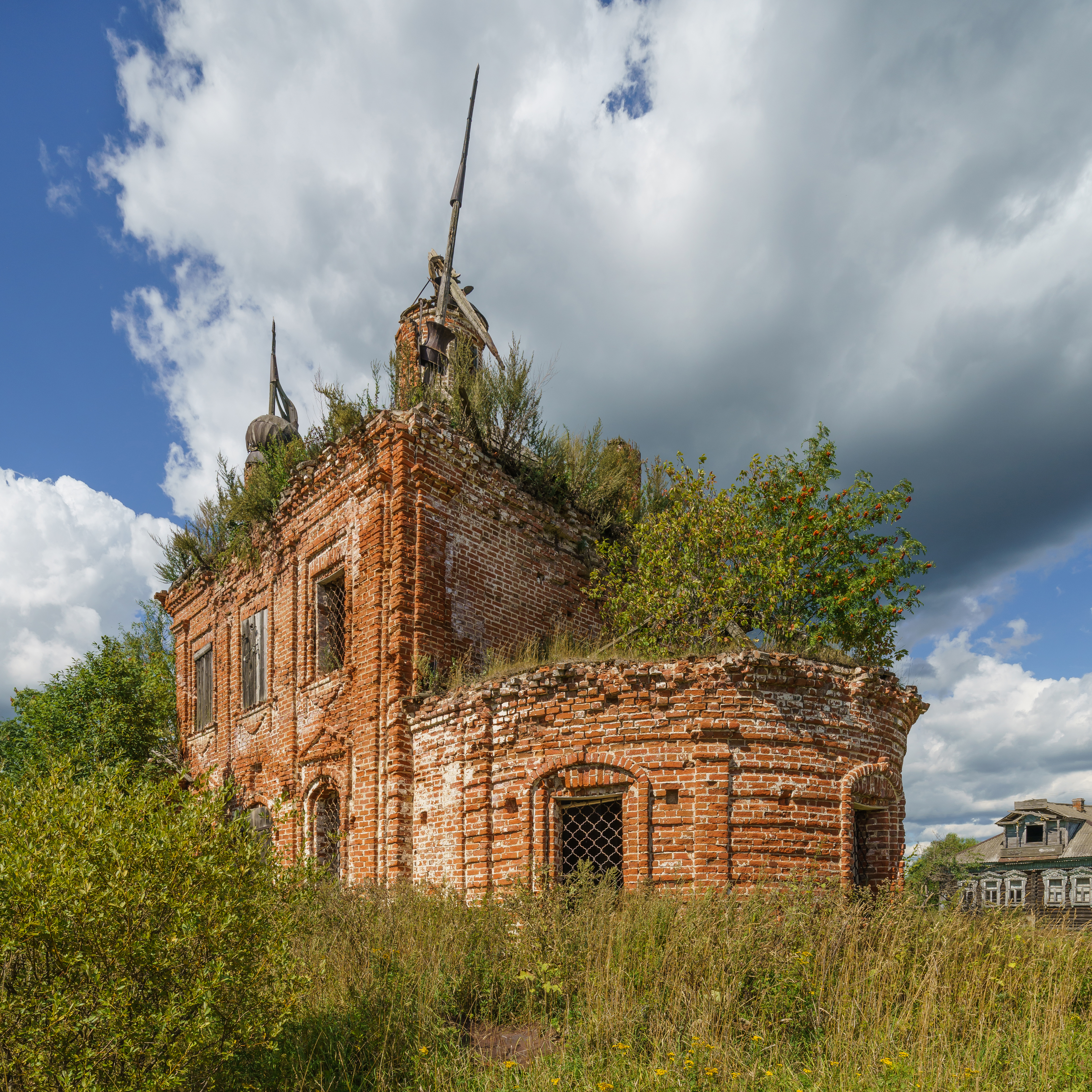
Baksidan och absiden.